# William Eckart Lehman
William Eckart Lehman (* 21. August 1821 in Philadelphia, Pennsylvania; † 19. Juli 1895 in Atlantic City, New Jersey) war ein US-amerikanischer Politiker. Zwischen 1861 und 1863 vertrat er den Bundesstaat Pennsylvania im US-Repräsentantenhaus.

## Werdegang
William Lehman besuchte vorbereitende Schulen und studierte danach bis 1841 an der University of Pennsylvania in Philadelphia. Nach einem anschließenden Jurastudium und seiner 1844 erfolgten Zulassung als Rechtsanwalt begann er in Philadelphia in diesem Beruf zu arbeiten. US-Präsident James K. Polk ernannte ihn zum Revisor der Postbehörden in den Staaten Pennsylvania und New York. Politisch wurde er Mitglied der Demokratischen Partei.
Bei den Kongresswahlen des Jahres 1860 wurde Lehman im ersten Wahlbezirk von Pennsylvania in das US-Repräsentantenhaus in Washington, D.C. gewählt, wo er am 4. März 1861 die Nachfolge von Thomas Birch Florence antrat. Da er im Jahr 1862 von seiner Partei nicht mehr zur Wiederwahl nominiert wurde, konnte er bis zum 3. März 1863 nur eine Legislaturperiode im Kongress absolvieren. Diese war von den Ereignissen des Bürgerkrieges geprägt.
Zwischen 1863 und 1865 war Lehman als Hauptmann Leiter der Militärpolizei (Provost Marshal) im ersten Bezirk von Pennsylvania. Nach dem Krieg zog er sich in den Ruhestand zurück. Er starb am 19. Juli 1895 in Atlantic City und wurde in Philadelphia beigesetzt.